# Лялька (мультфільм)
«Лялька» — український анімаційний фільм 1993 року студії Укранімафільм, автор сценарію та режисер — Ірина Смирнова.

## Сюжет
Лялька намагається оживити себе.

## Над фільмом працювали
- Автор сценарію кінорежисер, художник-постановник: Ірина Смирнова;
- Кінооператор: Ірина Сергєєва;
- Композитор: Вадим Храпачов;
- Звукооператор: Ізраїль Мойжес;
- Художник-аніматор: Наталя Марченкова;
- Асистенти: К. Свиридовська, Алла Чурикова (у титрах А. Чурікова), Олена Дроздова, Н. Северіна;
- Монтаж: Лідія Мокроусова;
- Редактор: Світлана Куценко;
- Директор знімальної групи: Надія Ясієвич.